# Rudosterka barwna
Rudosterka barwna (Pyrrhura picta) – gatunek średniej wielkości ptaka z rodziny papugowatych (Psittacidae). Występuje w północnej połowie Ameryki Południowej. Nie jest zagrożony wyginięciem.

## Taksonomia
Po raz pierwszy gatunek opisał Philipp Müller w 1776. Holotyp pochodził z Kajenny. Autor nadał nowemu gatunkowi nazwę Psittacus pictus. Obecnie (2024) Międzynarodowy Komitet Ornitologiczny (IOC) umieszcza gatunek w rodzaju Pyrrhura pod nazwą P. picta. Wyróżnia 4 podgatunki, jednak klasyfikacja jest niejasna. IOC uznaje za odrębny gatunek rudosterkę wenezuelską (P. (p.) emma), którą South American Classification Committee uznaje za podgatunek rudosterki barwnej. Autorzy Kompletnej listy ptaków świata uznają rudosterkę barwną za gatunek monotypowy, traktując P. caeruleiceps, P. subandina (razem z P. s. eisenmanni) i P. emma jako odrębne gatunki. Międzynarodowa Unia Ochrony Przyrody klasyfikuje rudosterki: panamską (P. (p.) eisenmanni), modroczelną (P. (p.) caeruleiceps), wenezuelską i kolumbijską (P. (p.) subandina) jako odrębne gatunki, tym samym nadając im odrębne statusy zagrożenia. Autorzy Handbook of the Birds of the World przyjmują taką samą klasyfikację, uznając rudosterkę barwną za gatunek monotypowy i podpierając się szczegółowymi badaniami z lat 1998–2008. Proponowany podgatunek pantchenkoi został przez IOC zsynonimizowany z caeruleiceps.

## Zasięg występowania
Rudosterka barwna zamieszkuje południową i wschodnią Wenezuelę na południe od Orinoko przez Gujanę po północną Brazylię na północ od Amazonki (od Rio Branco po Amapá).

## Morfologia
Długość ciała wynosi 22–23 cm, masa ciała 46–85 g. Dolna część czoła, kantarek, okolice oka i górna część policzka czerwone (na tym ostatnim niektóre pióra z niebieskimi końcówkami). Górna część czoła niebieska. Tylna część ciemienia i tył szyi czerwonobrązowe z kilkoma niebieskimi plamkami; pokrywy uszne płowe. Kark niebieskozielony, na grzbiecie i barkówkach pióra zielone. Niższa część grzbietu kasztanowa, kuper i pokrywy nadogonowe zielone. Pokrywy skrzydłowe zielone, jedynie zewnętrzne pokrywy pierwszorzędowe niebieskie, niektóre w okolicy nadgarstka czerwone. Lotki I rzędu niebieskie z wierzchu, szarawe od spodu. Gardło, pierś i boki szyi porastają matowobrązowe pióra z płowymi krawędziami. Niższa część piersi i boki zielone, środek brzucha kasztanowy. Sterówki zielone u nasady, kolor przechodzi w kasztanowy ku tyłowi. Dziób szarobrązowy, tęczówka brązowa, nogi szare.

## Ekologia i zachowanie
Środowiskiem życia rudosterki barwnej są różne zadrzewione obszary, również nadrzeczne, w tym dojrzałe wysokie lasy z drzewami zrzucającymi liście oraz lasy mgliste. Pojawiają się na skrajach lasów, niekiedy również w miejscach wycinki. Odnotowywano je w lasach typu terra firme i várzea. Stwierdzane były od poziomu morza do 1800 m n.p.m. (w Wenezueli), w Peru i południowo-wschodnim Ekwadorze do 1200 m n.p.m.. Zwykle rudosterki barwne widywane są w parach, trójkach lub stadach do 20 osobników. W pożywieniu odnotowano owoce licznych gatunków, kwiaty koralodrzewi (Erythrina), nasiona cekropki (Cecropia) i algi ze zbiorników wodnych.

### Lęgi
Ptaki w kondycji lęgowej były odławiane w Panamie w styczniu i lutym, o opierzonych młodych donoszono w kwietniu i maju. W Gujanie okres lęgowy trwa od grudnia do lutego, w południowej części zasięgu od czerwca do września. W niewoli zniesienie liczy 4–5 jaj, inkubacja trwa około 23 dni. Młode opierzają się w pełni (w niewoli) po 40–51 dniach życia.

## Status
Rudosterka barwna uznawana jest przez IUCN jako gatunek najmniejszej troski (LC, Least Concern). Rudosterka barwna jest gatunkiem hodowlanym.